# 重国防軍牽引車
重国防軍牽引車（じゅうこくぼうぐんけんいんしゃ、Schwerer Wehrmachtsschlepper、略称：sWS）は第二次世界大戦でドイツ国防軍が使用したハーフトラックである。1943年12月から生産が始まり825台が生産された。

## 概要
ドイツ国防軍は戦前から砲牽引その他にハーフトラックを大規模に活用してきたが、これらは機構的に凝りすぎ量産向きでなく、価格も高いことが問題であった。
1942年、アドルフ・ヒトラー総統の命により、より簡易な構造を持つ新世代のハーフトラックが開発されることとなった。これは5トン牽引車Sd Kfz 6および3トン牽引車Sd Kfz 11の代替となる車輌で、当初、新型5トン牽引車の名称でビュシング-NAGに開発が命ぜられた。
本車では従来のドイツ製軍用ハーフトラックの高級な潤滑ベアリング／ゴムパッド付き履帯に代わり、特に東部戦線での泥濘地に向いた非常に幅広で簡易なドライピン式履帯を用いている。足周りはトーションバー式の挟み込み式転輪配置で、一方、速度性能は低く抑えられており、従来の中型ハーフトラックが50km/h程度の最高速を持つのに対し、28km/hと低速であった。
最初の試作車は1943年春に完成、直ちに大量生産が命じられたが、生産車の完成は同年末となった。1943年3月時点で7484輌の大量発注が行われていたが、1943年12月の5輌を皮切りに、1945年までに完成した車両は825輌にとどまった。

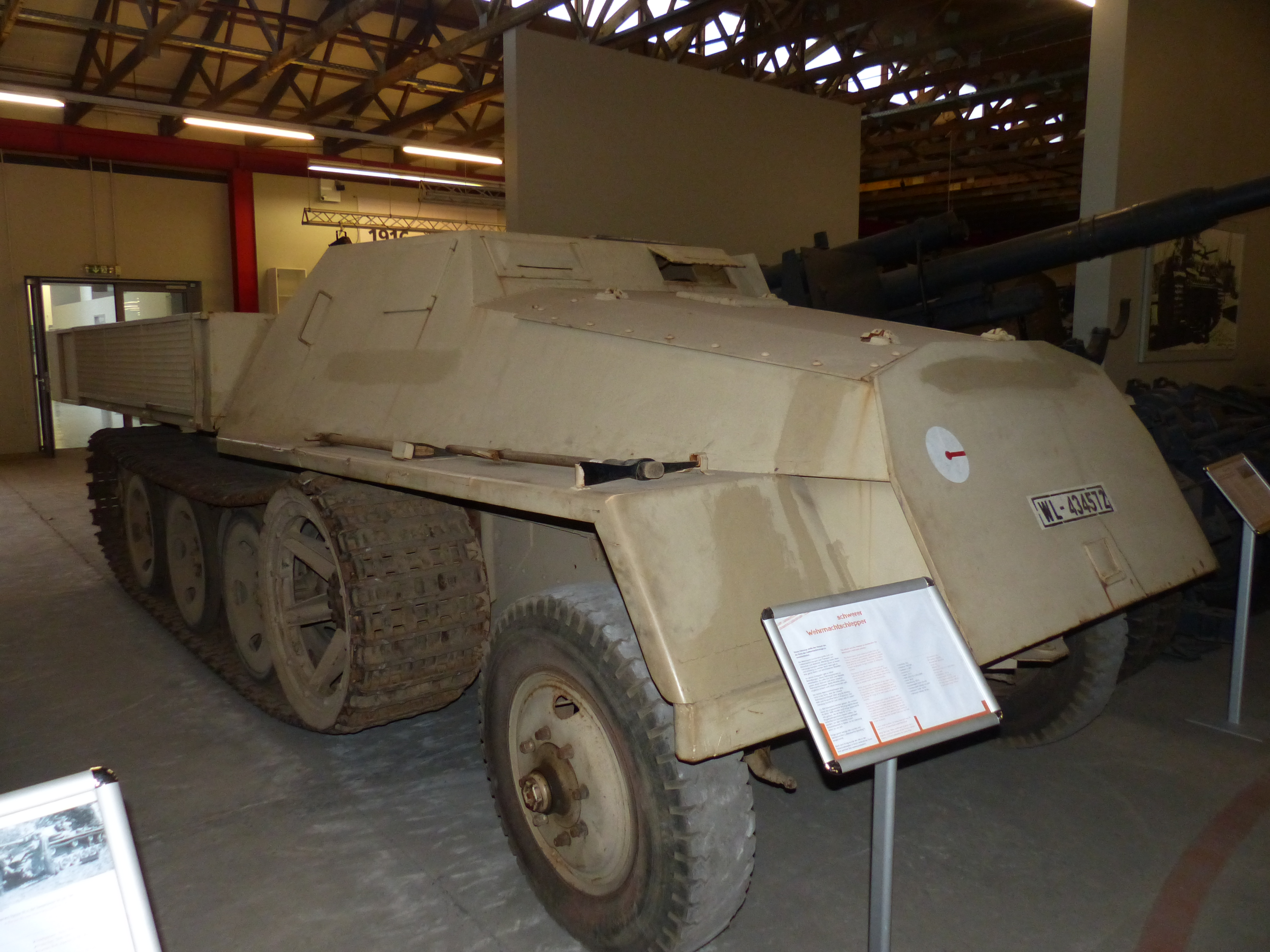
装甲キャブを装備した重国防軍牽引車。

多くは木製の荷台を持つ貨物運搬型であったが、中には5tハーフトラックのように兵員用の座席を持つ砲牽引型も存在した。1944年半ばからは、エンジンルーム及び操縦席前面16mm、側面8mm、上面6mm厚の装甲キャブを装備したものが生産され、175輌程が完成したという。これは非装甲型と同様に貨物運搬用に用いられた他、旧型の5トン牽引車同様、対空機関砲（新型の3.7 cm FlaK 43に変更）を搭載した対空自走砲型も生産された。
また、後部車体に装甲化された弾薬収納部を設け、その天井部分に15センチ42式ロケット砲を搭載したパンツァーヴェルファーも生産されたが、これは同じ兵器を搭載するマウルティアベースのパンツァーヴェルファーの代替となるものだった。sWSベースのパンツァーヴェルファーは、マウルティア・ベースのものに比べ不整地走行性に優れ、搭載弾薬数も多く、1944年末から実戦投入された。他、7.5cm70口径砲や10.5cm18式40/6榴弾砲を搭載する自走砲も計画されたが、これらは実現しなかった。
戦後、チェコのタトラ社はsWSをもとにしたT809を生産している。なお同じく新世代のハーフトラックとして、軽国防軍用牽引車（leWS）がアドラー社により3輌試作されたが、これはSd Kfz 250やRSOで十分と判断され、不採用となった。